# Maria Luisa Prosperi
Maria Luiza Prosperi, imię świeckie Gertrude Prosperi (ur. 19 sierpnia 1799, zm. 12 września 1847) – włoska benedyktynka, mistyczka i stygmatyczka, błogosławiona Kościoła katolickiego.

## Życiorys
Urodziła się w ubogiej, ale religijnej rodzinie szlacheckiej. Na chrzcie otrzymała imię Gertrude. Dnia 4 maja 1820 roku wstąpiła do klasztoru Benedyktynek św. Łucji w Trevi. Przyjęła tam imiona Maria Luisa. Pełniła obowiązki pielęgniarki, zakrystianki i mistrzyni nowicjatu. Miała przeżycia mistyczne oraz stygmaty. W dniu 1 października 1837 roku została wybrana na przeoryszę klasztoru i pozostała na tym stanowisku aż do śmierci. Zmarła 12 września 1847 roku w opinii świętości. Została beatyfikowana 10 listopada 2012 roku przez Benedykta XVI.